# 角山剛
角山 剛（かくやま たかし、1951年- ）は、日本の心理学者、東京未来大学学長。

## 人物・来歴
新潟県生まれ。立教大学文学部心理学科卒、1983年同大学院社会学研究科博士後期課程単位取得退学。立教大学助手、国際商科大学、（のち東京国際大学）助教授、教授を経て2011年9月東京未来大学教授・同モチベーション研究所所長。2018年学長。専門は、産業・組織心理学、社会心理学。

## 著書
- 『産業・組織』 (キーワード心理学シリーズ) 新曜社, 2011.12

### 共編著
- 『女の子のないしょ話 男の子には知られたくない!』野末悦子共編著. 二見書房(ミニ・サラ) , 1980.12
- 『男の子の秘密の本 女の子には知られたくない!』高野陽共編著. 二見書房(ミニ・サラ) , 1981.3
- 『変革時代のリーダーシップ』古川久敬共著. 千曲秀版社, 1985.10
- 『基礎から学ぶ心理学』三星宗雄,小西啓史,渡辺浪二共編著. ブレーン出版, 2003.4
- 『心理学入門』渡辺浪二,小西啓史, 三星宗雄共編著. おうふう, 2009.1
- 『基礎からの心理学』小西啓史, 三星宗雄,渡辺浪二共編著. おうふう, 2009.3
- 『産業・組織心理学講座 第3巻  組織行動の心理学 組織と人の相互作用を科学する』編 北大路書房, 2019.11

翻訳
- E.A.ロック, G.P.ラザム『目標が人を動かす 効果的な意欲づけの技法』松井賚夫共訳. ダイヤモンド社, 1984.6

## 論文
- <角山剛